# 절연파괴
절연파괴(絶緣破壞, electrical breakdown, dielectric breakdown)는 전기 · 전력 · 전자 회로 및 그 부품에서 도체 사이를 격리하는 절연체가 파괴되고 절연 상태이지 않은 것을 말한다. 그 예로 낙뢰 등이 있다.